# كأس السوبر الأندوري 2011
بطولة كأس السوبر الأندوري 2011 هي النسخة التاسعة من بطولة كأس السوبر الأندوري ، لعب يوم 11 سبتمبر 2011 في أيكسوفال ، بين فريق سانتا كولوما الفائز بالدوري وفريق سانت الفائز بكأس أندورا. وقد انتهت المباراة بفوز سانت بالمباراة بنتيجة 4–3 ليحصد لقبه الثالث على التوالي والرابع في تاريخ البطولة.

## التفاصيل
| سانتا كولوما | 3–4 | سانت |
| ------------ | --- | ---- |
|              |     |      |